# Даргавилл
Даргавилл — город на острове Северный в Новой Зеландии. Расположен на берегу реки Уаироа в регионе Нортленд в 55 км к юго-западу от Фангареи.
Возник в XIX веке во время бума на торговлю древесиной и камедью дерева каури; назван в честь торговца древесиной и политика Джозефа Макмаллена Даргавилла (англ. Joseph McMullen Dargaville; 1837—1896). В течение небольшого отрезка времени был крупнейшим городом Новой Зеландии. По состоянию на 2020-е годы в городе проживает около 4,5 тыс. человек.
Окрестности Даргавилла — один из главных районов страны по выращиванию батата (или по-местному кумара), в связи с чем город зачастую называют «бататовой столицей Новой Зеландии». Развито животноводство, прежде всего, молочное.
Среди уроженцев — ирландский регбист Джоуи Карбери.